# Laze (Staro Petrovo Selo)
Laze (1900-tól 1991-ig Stare Laze) falu Horvátországban, Bród-Szávamente megyében. Közigazgatásilag Staro Petrovo Selohoz tartozik.

## Fekvése
Bródtól légvonalban 42, közúton 50 km-re északnyugatra, Pozsegától   légvonalban 21, közúton 39 km-re délnyugatra, községközpontjától légvonalban 5, közúton 6 km-re délnyugatra, Nyugat-Szlavóniában, az A3-as autópályától délre, az autópálya és a Száva közötti síkságon fekszik.

## Története
A település valószínűleg már a török uralom idejében is lakott volt. A térség 1691-ben szabadult fel a török uralom alól. 1698-ban a kamarai összeírásban „Lase” néven hajdútelepülésként szerepel a török uralom alól felszabadított szlavóniai települések között.  Az egyházi vizitáció szerint 1730-ban 7 háza volt. 1746-ban 8 házában 56 katolikus lakos élt. 1760-ban 16 házában 38 család élt 203 fővel. 
Az első katonai felmérés térképén még „Unter Laze” és „Ober Laze” néven található. (Mára a két település összeolvadt.) A gradiskai ezredhez tartozott. Lipszky János 1808-ban Budán kiadott repertóriumában „Laze” néven szerepel.  Nagy Lajos 1829-ben kiadott művében „Laze” néven 60 házzal, 306 katolikus és 5 ortodox vallású lakossal találjuk.  A katonai közigazgatás megszüntetése után 1871-ben Pozsega vármegyéhez csatolták. 
1857-ben 251, 1910-ben 422 lakosa volt. Az 1910-es népszámlálás szerint lakosságának 88%-a horvát anyanyelvű volt. Pozsega vármegye Újgradiskai járásának része volt. Az első világháború után 1918-ban az új szerb-horvát-szlovén állam, majd később (1929-ben) Jugoszlávia része lett. A település 1991-től a független Horvátországhoz tartozik. 1991-ben lakosságának 99%-a horvát nemzetiségű volt. 2011-ben 314 lakosa volt, akik mezőgazdasággal, állattartással foglalkoztak. 

## Lakossága
| Lakosság változása | Lakosság változása | Lakosság változása | Lakosság változása | Lakosság változása | Lakosság változása | Lakosság változása | Lakosság változása | Lakosság változása | Lakosság változása | Lakosság változása | Lakosság változása | Lakosság változása | Lakosság változása | Lakosság változása | Lakosság változása |
| ------------------ | ------------------ | ------------------ | ------------------ | ------------------ | ------------------ | ------------------ | ------------------ | ------------------ | ------------------ | ------------------ | ------------------ | ------------------ | ------------------ | ------------------ | ------------------ |
| 1857               | 1869               | 1880               | 1890               | 1900               | 1910               | 1921               | 1931               | 1948               | 1953               | 1961               | 1971               | 1981               | 1991               | 2001               | 2011               |
| 251                | 250                | 225                | 333                | 331                | 422                | 422                | 462                | 534                | 512                | 502                | 475                | 433                | 403                | 356                | 314                |

## Nevezetességei
A Szentháromság tiszteletére szentelt római katolikus kápolnáját 1930-ban építették a régi, 1758-ban épített kápolna helyén. A szapolyai plébánia filiája. 

## Sport
NK Graničar Laze labdarúgóklub a megyei 2. ligában szerepel.